# بوتيفارا
بوتيفارا،  وهو نوع من السجق وأحد أهم الأطباق في المطبخ الكاتالوني.

## الأصناف
- البوتيفارا الخام، البوتيفارا فيرميلا ، بوتيفارا روجا ، بوتيفارا كرودا، بوتيفارا كروا، أو روجيت، يُعرف أيضًا باسم لونجانيسا أو لونجانيزا في العديد من الأماكن في شرق إسبانيا، وعادة ما يتم شوي هذه البوتيفارا.[1]
- بوتيفارا أسود، بوتيفارا نيجرا، ويحتوي على دم لحم الخنزير المسلوق في الخليط.
- بوتيفارا الكتالاني، ويكون كبيرة الحجم ويتكون من لحم الخنزير.
- بوتيفارا دوى، وهي تحتوى على خليط وبيض
- بوتيفارا البيضاء أو بوتيفارا، بلانكا وهو النوع الذي يحتوى على نسبه قليله من الدهون ولا يحتوى على أي خليط من الدماء
- بوتيفارا بالاروز: ويتكون من أرز مسلوق مع اللحم والبهارات

## وصلات خارجية
- وصفة باللغة الإنجليزية من الكاتالونية vermella botifarra